# シャーリー・ババショフ
シャーリー・ババショフ（Shirley F. Babashoff、1957年1月31日－） は、アメリカの元競泳選手（女性）。1970年代にアメリカの自由形トップスイマーとして活躍した。

## 経歴・人物
ババショフは、現役時代に6度世界記録を樹立し、1972年のミュンヘンオリンピックと1976年のモントリオールオリンピックで合計8個のメダルを手にした。4×100mリレーでは両大会とも金メダルに輝いている。また、1975年の世界水泳選手権では200mと400mの自由形で優勝した。
しかし、オリンピックの個人種目では遂に金メダルを手にすることはできなかった。これは、ミュンヘン大会の時にはオーストラリアのシェーン・グールドら、モントリオール大会ではコルネリア・エンダーをはじめとする東ドイツ勢にことごとく阻まれたためであった。
しかし、これはババショフのスイマーとしての経歴を損なうものではない。モントリオール大会で銀メダルとなった400m自由形のタイムは、1964年の東京オリンピックで男子のドン・ショランダーが金メダルを獲得した記録を上回っていた。エンダーをはじめとする東ドイツの選手については「あんなの女の子の体じゃない」という感想をもらしたという。また、これら東ドイツ選手のドーピング疑惑を公然と発言したため、「無愛想なシャーリー("Surly Shirley")」とも呼ばれた。
1982年にババショフは水泳の殿堂入りを果たした。現役引退後、ババショフはシングルマザーとなり、出身地のカリフォルニア州で郵便局に勤務している。
兄のジャック・ババショフも競泳選手で、モントリオールオリンピックでは100m自由形で銀メダルを獲得している。

## 余話
明石家さんまが、1997年頃の自分の番組『さんま・玉緒のお年玉あんたの夢をかなえたろかスペシャル』（TBS）で、「高校ぐらいの時にね、アメリカの水泳選手のシャーリー・ババショフのファンやったのよ」と語ったことがあり、その縁で、ババショフがさんまの番組にVTR出演したことがあった。